# Super Taranta!
Super Taranta! é o quarto álbum de estúdio da banda Gogol Bordello.

## Faixas
1. "Ultimate"
2. "Wonderlust King"
3. "Zina-Marina"
4. "Supertheory of Supereverything"
5. "Harem in Tuscany (Taranta)"
6. "Dub the Frequencies of Love"
7. "My Strange Uncles from Abroad"
8. "Tribal Connection"
9. "Forces of Victory"
10. "Alcohol"
11. "Suddenly... (I Miss Carpaty)"
12. "Your Country"
13. "American Wedding"
14. "Super Taranta!"